# Chadisrochroa
Chadisrochroa is een geslacht van vlinders van de familie tandvlinders (Notodontidae).

## Soorten
- C. batama Schaus, 1901
- C. zabena Schaus, 1901
- C. zabenilla Dognin, 1901